# Sericoderus quadratus
Sericoderus quadratus är en skalbaggsart som beskrevs av Thomas Casey 1900. Sericoderus quadratus ingår i släktet Sericoderus och familjen punktbaggar. Inga underarter finns listade i Catalogue of Life.